# Claudio Ferrarini
Claudio Ferrarini (Zurigo, 25 luglio 1954) è un flautista italiano.

## Biografia
Pronipote del Direttore d'orchestra Giulio Ferrarini. È stato allievo di Marcel Moyse, Conrad Klemm, Wolfgang Schulz,  Aurèle Nicolet,  Nikolaus Harnoncourt, Sándor Végh, Gustav Leonhardt, Karlheinz Stockhausen e Severino Gazzelloni.
Il suo debutto come solista avviene all'età di 24 anni al Teatro Regio di Parma. Si è esibito in importanti sale da concerto come Suntory Hall di Tokyo, Carnegie Hall e Palazzo delle Nazioni Unite (ONU) di New York, St. Martin in the Fields e Sotheby's a Londra.   
Alcune sue esecuzioni sono state registrate da vari enti radio-televisivi (anche in mondovisione) come ORF, ZDF, RSI, RAI, Radio Vaticana, BBC.   
Il suo repertorio spazia tra classico, jazz, pop e rock e ha collaborato con importanti compositori tra cui: Luciano Berio, Pierre Boulez, John Cage, Paolo Castaldi, Nicolò Castiglioni, Franco Donatoni, Dimitri Nicolau, Jorg Demus, Gianluca Podio, Olivier Messiaen, Frango Margola, Goffredo Petrassi, Aurelio Samorìi, Emilio Ghezzi, Giacomo Manzoni.  
La sua discografia comprende più di 521 album e vanta importanti riconoscimenti critici internazionali tra cui 9 Globe dell'American Records Guide.
Tra il 1974 e il 1977 dà vita alla rassegna "Controconcerti" e al "Festival Due Dimensioni" per diffondere la musica antica e contemporanea. Sempre negli anni settanta mette in scena a Parma alcune performance interdisciplinari tra musica e teatro. Nel 2007 ha fondato il Festival SlowFlute a Parma, Salsomaggiore e Busseto.  
È stato docente presso il Conservatorio di Piacenza e Conservatorio di Parma ed è stato invitato a tenere corsi di perfezionamento per accademie quali: Royal College of Music di Londra, Yamaha Ginza Centre di Tokyo, University of British Columbia e UBC School of Music University Vancouver in Canada, Max Bruch Musikschule di Bruch in Austria, Pittsburgh Duquesne University in USA, Università della Musica di Montevideo in Uruguay, Universidade de São Paulo in Brasile. 
Ha curato per la casa musicale Mnemes-Alfieri e Ranieri Publishing la collana Flutilitae e per Edizioni MUP Parma è il direttore editoriale della collana MUP musica. Dal 2009 è responsabile per Edizioni Ut Orpheus di una collana per il flauto traverso.
Suona su strumenti dalla tradizione di costruttori Hammig di flauti Bohm.

## Discografia parziale
- 1989 - Mozart Schubert Beetovhen Sonate
- 1990 - J.S. Bach Concerto Italiano - Offerta Musicale e Tre Sonate
- 1990 - Paganini Carulli Giuliani Virtuoso sonata
- 1990 - Vivaldi Handel Concerti a tema
- 1992 - Devienne Cinque Sonate per flauto e cembalo
- 1992 - Scarlatti Cinque Sonate
- 1993 - Besozzi Sei Trii
- 1993 - Borne Briccialdi Doppler Ciardi Schubert Sonate Fantasie e Variazioni
- 1993 - Devienne Quattro Sonate per flauto e cembalo
- 1993 - Viotti Tre quartetti Quartetto di Salisburgo
- 1994 - Mancini 12 Sonate
- 1995 - Albinoni Sei Sonate
- 1995 - Corelli Sei Sonate op.5
- 1995 - Legnani Battioli Fantasie
- 1995 - Vivaldi Le Quattro Stagioni  Händel Musica sull'acqua e Reali fuochi
- 1996 - Blavet Sei Sonate
- 1996 - Bon Sei Sonate op.1
- 1996 - Caldara 12 Sinfonie
- 1996 - Cambini Sei duo
- 1996 - Carulli Sette Trii
- 1996 - Couperini Les Nations e L'aphoteose di Corelli e de Lulli
- 1996 - J.C.Bach Cinque Sonate
- 1996 - Marcello 12 Sonate
- 1996 - Mislivecek Sei Trii
- 1996 - Paganini Giuliani Carulli
- 1996 - Purcell 22 Trio Sonate
- 1996 - Sammartini 12 Trio Sonate
- 1996 - Sammartini Sei sonate notturne op.1
- 1996 - Sarti 4 Sonate con cembalo concertante
- 1996 - Sarti 6 Sonate per flauto e basso continuo
- 1996 - Schubert Opere per flauto
- 1996 - Tartini Sette Sonate
- 1996 - Vitali Balletti Correnti Capricci
- 1996 - Vivaldi  Sei Sonate
- 1997 - Castello 12 Sonate
- 1997 - Corrette Vivaldi Corelli Concerti di Natale
- 1997 - In Gondola con Paggi Catalani
- 1997 - Jommelli Sei Sonate
- 1997 - Paganelli Sei Sonate
- 1997 - Paisiello Sei quartetti
- 1997 - Ricordando la Fenice Casaretto Genin Wolf Ferrari
- 1997 - Rossini Arie con flauto
- 1997 - Vinci 12 Sonate
- 1997 - Vivaldi  Le Quattro Stagioni Il Gardellino La Notte La Tempesta di Mare
- 1997 - Vivaldi 6 Sonate per flauto e basso continuo
- 1997 - Vivaldi Cantate
- 1997 - Vivaldi Cantate con Flauto e Soprano
- 1998 - Campagnoli Sei quartetti
- 1998 - Quantz 6 Sonate per due flauti
- 1998 - Quantz Capricci e Soli
- 1998 - Quantz Concerti
- 1998 - Quantz Sonate
- 1998 - Quantz Trio Sonate
- 1998 - Rossini/Gambaro Il Barbiere di Siviglia
- 1999 - Bohm Fantasie e variazioni
- 1999 - J.S.Bach Sei Sonate
- 1999 - Pepusch Concerti
- 1999 - Pepusch Sonate
- 2000 - Abel Six miniature sonatas
- 2001 - Danzi Tre quintetti
- 2001 - Hoffmaister Sette Sonate
- 2001 - Locatelli Sei Trio Sonate Op.5
- 2005 - Valentini Sei Sonate Op.12
- 2006 - Reicha Danzi Sonate
- 2007 - Krumpoltz Sei Sonate
- 2008 - Piazzolla Rota Glass Satie Cras Shankar Tango Suite
- 2010 - Mozart 6 Sonate KV 301-306
- 2011 - Beethoven The Essential  Duo e Romance  Bolshoi Orchestra
- 2011 - Pergolesi Vivaldi Concerti Italiani
- 2011 - Riccardo Joshua Moretti Il Giardino dei Melograni
- 2012 - Ave Maria Adagio
- 2012 - Giovanni Amighetti Ulisse
- 2012 - Giovanni Amighetti Windy Valley
- 2012 - Kuhlau Tre duo concertanti Op. 10
- 2012 - Mahaut 6 Sonate da camera
- 2012 - Nino Rota Amarcord Rota l'opera integrale per flauto e arpa
- 2012 - Riccardo Joshua Moretti Golem
- 2012 - Simonetti Sei sonate per due flauti e basso continuo Op.2
- 2013 - Kuhlau Beethoven 3 Duo concertanti Op. 39  e  Duo Op. 26
- 2014 - Albéniz  De Falla Rodrigo De Sarasate Canzoni
- 2014 - Anton Mario Piacentino Tre Concerti
- 2015 - Granados Lorca Danze e Canzoni popolari
- 2015 - Telemann 12 Sonate per flauto e cembalo
- 2015 - Verdi Fantasie e Variazioni
- 2015 - Verdi La arie da camera
- 2015 - Verdi Rossini Donizetti Puccini Mascagni Operazione
- 2016 - Johannes Brahms Il Flauto Di traverso
- 2020 - J.S.Bach Ciaccona BWV 1004, Partita BWV 997, e 7 Sonate BWV 1020-1030-1035